# Esau
Esau (hebraisk: עֵשָׂו Esav) er en person fra Første Mosebog i Bibelen. Hans navn betyder "håret" eller "lodden". Navnets hebraiske rod se'ar viser til hår eller loddenhed.

## Omtale i Det Gamle Testamente
Esau var ældste søn af Isak og Rebekka og tvillingebror til Jakob. Da Rebekka i sit svangerskab mente, at tvillingerne sloges i hendes liv, spurgte hun Gud til råds. "Herren svarede hende: "To folk er i dit moderliv, to folkeslag skal udgå af dit skød. Det ene folk skal være stærkere end det andet, den ældste skal trælle for den yngste."" I GT er der flere eksempler på Guds favorisering af yngre sønner, såsom Josef og Kains yngre bror Abel.
Af tvillingerne kom Esau først til verden, fulgt af Jakob, der holdt fast i sin brors hæl (det hebraiske navn Yaacov betyder "Hæl-holder"). I lighed med, hvad legenden fortæller om Judas Iskariot, var Esau rødhåret: "Den, der kom først ud, var rød og lodden over det hele som en kappe. Ham gav de navnet Esau."
I Bibelen beskrives Esau som en jæger, der i modsætning til sin bror foretrækker det udendørs liv. I den bibelske fortælling solgte Esau sin førstefødselsret til Jakob for en skål røde linser: "Engang da Jakob havde kogt en ret mad, og Esau kom udmattet hjem, sagde Esau til Jakob: "Giv mig hurtigt noget af det røde at spise, det røde du har dér, for jeg er udmattet." Derfor kaldes han Edom." "Edom" havde betydningen "rød", og i Bibelen udlægges Esau som forfader til edomitterne.
Beretningen fortsætter: "Men Jakob svarede: "Ikke før du sælger mig din førstefødselsret." Da sagde Esau: "Jeg er lige ved at dø! Hvad skal jeg med min førstefødselsret?"" Han overdrog den til sin yngre bror og spiste maden.
Da Esau var fyrre år, giftede han sig med hittitten Be'eris datter Judit og med hittitten Elons datter Basemat. Det voldte Isak og Rebekka stor sorg, og Rebekka sagde til Isak: "Jeg er led ved livet, når jeg tænker på de hittitiske kvinder! Hvis også Jakob gifter sig med en hittitisk kvinde, en af kvinderne her i landet, hvorfor skal jeg så leve?"
Jakob holdt sig til hjemmet, og var derfor Rebekkas yndling. Jægeren Esau stod sin far nærmest. Da Isak var blevet gammel og blind, ønskede han at velsigne sin ældste søn. Rebekka narrede ham til i stedet at velsigne Jakob. Hun hyllede sin yngste søn i skind fra gedekid, der føltes lige så ru og hårede som Esau, og deres blinde far velsignede Jakob i den tro, at han var sin tvillingebror. Da sandheden kom for en dag, sagde Isak: "Din bror kom med svig og tog din velsignelse." Esau udbrød fortvivlet: "Har du ikke gemt en velsignelse til mig?" Til svar fik han: "Ved dit sværd skal du leve, og for din bror skal du trælle. Men engang skal du rive dig løs og kaste hans åg af din nakke."
Efter dette stræbte Esau sin bror efter livet, og Jakob flygtede til Paddan-Aram til deres morbror, aramæeren Laban. Esau forstod, at han havde gjort sine forældre sorg ved at gifte sig med fremmede kvinder. Nu gik han til sin farfar Abrahams søn Ismael, og tog Ismaels datter Mahalat til ægte. Senere giftede han sig også med to kana'anæiske kvinder: Ada, datter af hittitten Elon, og Oholibama, datter af hivvitten Sib'ons søn Ana.
Senere blev de to brødre forsonet. Jakob brød op fra sit liv hos svigerfaren Laban og rejste til sin brors område. Esau løb ham i møde og faldt ham om halsen, og de to brødre brast i gråd. Jakob bragte Esau rige gaver, som Esau først afslog, da han selv havde nok.
Med Oholibama fik Esau blandt andre sønnen Kora. Navnet betyder "skaldethed"; det modsatte af Esaus navn. Fra Fjerde Mosebog kendes også en Kora, nemlig levitten, der gjorde oprør mod Moses og Aron og derfor måtte bøde med livet med alle sine: "Jorden åbnede sit gab og slugte dem sammen med deres familier og alle de mennesker, der hørte til Kora, og alle deres ejendele. De og alle, der hørte til dem, styrtede levende ned i dødsriget, og jorden lukkede sig over dem; de blev udryddet fra forsamlingen."

## Omtale i Det Nye Testamente
I Romerbrevet står der: "Men ikke nok med det; sådan også, da Rebekka skulle have børn med én mand, vor fader Isak: Endnu inden de var født, endsige havde gjort noget godt eller ondt, blev der – for at Guds beslutning om udvælgelse skulle stå fast, ikke på grund af gerninger, men fordi han selv kalder – sagt til hende: "Den ældste skal trælle for den yngste." Der står jo skrevet: "Jeg elskede Jakob, men hadede Esau.""
I Hebræerbrevet står der: "Se til, at ingen er troløs og vanhellig som Esau, der for et eneste måltid mad solgte sin førstefødselsret. For I ved, at da han senere ønskede at arve velsignelsen, blev han vraget, og skønt han med tårer søgte at omvende sig, fik han ingen mulighed for det. "